# آدریانا هافمن
آدریانا الیزابت هوفمان یاکوبی (انگلیسی: Adriana Hoffmann; ۲۹ ژانویهٔ ۱۹۴۰ – ۲۰ مارس ۲۰۲۲) گیاه‌شناس، محیط‌زیست‌گرا و نویسنده شیلیایی بود. او از سال ۲۰۰۰ تا ۲۰۰۱ به عنوان دبیر اجرایی کمیسیون ملی محیط زیست شیلی (CONAMA) خدمت کرد. هوفمان از مدافعان مدیریت پایدار و حفاظت از جنگل‌های شیلی بود و از سال ۱۹۹۲ به عنوان هماهنگ‌کننده سازمان «مدافعان جنگل شیلی» در برابر قطع غیرقانونی درختان ایستادگی می‌کرد.
هوفمان نویسنده بیش از یک دوجین کتاب دربارهٔ فلور شیلی بود و ۱۰۶ نام گیاهی را توصیف کرد که عمدتاً شامل طبقه‌بندی مجدد گونه‌ها و تاکسون‌های مادون گونه‌ای کاکتوس‌ها می‌شد.

## زندگی‌نامه
آدریانا هوفمان در سال ۱۹۴۰ در سانتیاگو از والدینی به نام لولا (با نام خانوادگی اصلی جاکوبی) و فرانتس هوفمان به دنیا آمد. او در محله پروویدنسیا بزرگ شد و در مدرسه لیسه مانوئل د سالاس تحصیل کرد. پس از پذیرفته شدن در دانشگاه شیلی، ابتدا به تحصیل در رشته کشاورزی پرداخت. هنگامی که مادرش برای تحصیل تکنیک‌های روان‌پزشکی به آلمان سفر کرد، آدریانا نیز همراه او رفت و در آنجا رشته خود را به زیست‌شناسی تغییر داد و در زمینه گیاه‌شناسی و اکولوژی تخصص گرفت. پس از اتمام تحصیلات به شیلی بازگشت و با مهندس هرنان کالدرون ازدواج کرد. آنها مدتی در خارج از کشور زندگی کردند تا اینکه در دهه ۱۹۷۰ به شیلی بازگشتند. هوفمان در طول دوران حرفه‌ای خود به سراسر شیلی سفر کرد و گیاهان را مستندسازی و گونه‌ها را توصیف نمود. تا آوریل ۲۰۰۸، او ۱۰۶ گونه جدید کاکتوس را شناسایی و طبقه‌بندی کرده بود.
در سال ۱۹۹۲، هوفمان به عنوان هماهنگ‌کننده سازمان غیرانتفاعی «مدافعان جنگل شیلی»، بزرگ‌ترین گروه حفاظت از جنگل در شیلی، منصوب شد. او در سال ۱۹۹۴ گروه «انجمن مدافعان جنگل بومی» را تشکیل داد که اعضای مؤسس آن شامل خوانندگان و شاعران مشهور، اقتصاددان مانفرد مکس نیف و اسقف برناردینو پینیرا بودند. تا اواسط دهه ۱۹۹۰، هوفمان به عنوان یکی از فعالان برجسته محیط زیست شیلی شناخته می‌شد. هوفمان در هیئت مدیره بنیاد لاهوئن، یک سازمان حفاظت از جنگل که پناهگاه ال کانی را تأسیس کرد، خدمت کرد. او همچنین نقش پیشرویی در انجمن علمی شیلی، انجمن زیست‌شناسی شیلی، بنیاد زمین، اتحادیه بین‌المللی حفاظت از طبیعت و انجمن رهبران زن شیلی داشت. تلاش‌های هوفمان با «مدافعان جنگل» شامل توسعه برنامه‌های آموزش محیط زیست برای معلمان نیز می‌شد.

## تصدی در دولت
هوفمان در مارس ۲۰۰۰ توسط رئیس‌جمهور ریکاردو لاگوس به عنوان دبیر اجرایی کمیسیون ملی محیط زیست منصوب شد. در دوران تصدی او، این کمیسیون پیش‌درآمد وزارت محیط زیست شیلی بود. در دوران مسئولیت او، شبکه ملی مسیرهای پیاده‌روی «سندرو د شیلی» ایجاد شد، سیستم ارزیابی اثرات زیست‌محیطی (SEIA) بهبود یافت و برنامه‌هایی برای اجرای آموزش محیط زیست و بهبود کیفیت هوا در سانتیاگو انجام شد. در این دوره او با انتقادهایی از سوی بخش تجاری به دلیل مواضع محیط‌زیستی و از سوی گروه‌های محیط‌زیستی به دلیل نفوذ کم در دولت مواجه شد. پس از تأیید جنجالی استفاده از پت‌کک (نوعی سوخت فسیلی) برای ژنراتورهای گازی علی‌رغم مخالفت‌های او، هوفمان در اکتبر ۲۰۰۱ استعفا داد و اعلام کرد که دیگر احساس نمی‌کند از سوی لاگوس یا وزیران حمایت می‌شود. او به کار با «مدافعان جنگل» بازگشت و برای بازنشستگی نهایی خود آماده شد.

## درگذشت
آدریانا هوفمان در ۲۰ مارس ۲۰۲۲ درگذشت. مرگ او ضایعه‌ای بزرگ برای جامعه علمی و محیط‌زیستی شیلی محسوب می‌شد، چرا که او بیش از نیم قرن از زندگی خود را وقف مطالعه و حفاظت از تنوع زیستی منحصر به فرد شیلی کرده بود. میراث او شامل تألیفات ارزشمند علمی، کشف و توصیف گونه‌های گیاهی متعدد و تلاش‌های خستگی‌ناپذیر برای حفاظت از جنگل‌های بومی شیلی است که الهام‌بخش نسل‌های بعدی فعالان محیط زیست در این کشور بوده است.